# ハイパーベンチレーション
ハイパーベンチレーションとは、主にスキンダイビングで潜水の直前に行う、息を長く堪えるための呼吸法。この方法を行うことによって、より長く、より深い深度に潜水が可能である。深く早い深呼吸を繰り返すと血液中の血液ガスで呼吸を必要と感じる血中二酸化炭素の濃度を低下させ、呼吸を引き延ばすことが可能になる。有用な技術ではあるが、限度を超えて水中に潜ると、血中二酸化炭素が呼吸を必要とするよう呼吸中枢を刺激する前に酸素が不足しブラックアウト（意識障害・記憶喪失など）を引き起こす可能性がある。誤解されるが、溶存酸素量自体は健康な人間の呼吸でも98％程度になるため、ハイパーベンチレーションを行っても血中の酸素量は変わらない。そして脳に必要な酸素濃度が徐々に低下していって、二酸化炭素による息苦しさを感じるトリガーが入る前に酸欠を引き起こす。この技法は、自殺や犯罪行為である失神ゲームで悪用され、そのまま死亡したり脳に深刻な後遺症を残す場合もある。2019年には瞑想法として、ハイパーベンチレーションを行い水中にいることで陶酔感を得ていた人間の死亡も確認された。ブリティッシュコロンビア大学で危険行動の医療を研究している Ian Pike によると水中訓練を行っているダイバーや軍人でもブラックアウトで事故を起こすことがある危険な呼吸法であると述べている。なお、心肺蘇生中の過換気は胸腔内圧を上昇させて、冠動脈の灌流圧低下や低血圧の元凶となるために一般的には有害であり、推奨されていない。